# Krunčići
Krunčići is een plaats in de gemeente Sveti Lovreč in de Kroatische provincie Istrië. De plaats telt 110 inwoners (2001).